# Beaufort (Karolina Południowa)
Beaufort – miasto w Stanach Zjednoczonych, w stanie Karolina Południowa w hrabstwie Beaufort. Według spisu powszechnego z 2010 roku, liczba mieszkańców wynosiła 12 361 osób. Miasto zostało założone w 1711 roku i jest drugim najstarszym miastem w Karolinie Południowej.

## Geografia
Według United States Census Bureau, miasto ma łączną powierzchnię 23,4 mil kwadratowych (60,7 km²), które stanowią w 18,6 mil2 grunty oraz 4,8  mil2 wód. Miasto w głównej mierze jest położone na wyspie Port Royal
do miasta przynależą też tereny wzdłuż rzeki Beaufort oraz na wyspie Matki Bożej (ang. Lady's Island).

## Historia
Miasto zostało założone w 1711 r. przez angielskich osadników, nadając mu nazwę na cześć Henry’ego Somerseta, księcia Beaufort.

## Demografia
Według spisu powszechnego z 2010 roku, w Beaufort żyło 12 361 osób, co oznacza spadek populacji w stosunku do spisu z 2000 roku o 4,5%.Według szacunków na lata 2005–2009
w mieście było 4 473 gospodarstwach domowych. Gęstość zaludnienia wynosiła 664,6 osób na milę kwadratową (256,6 os./km²). W miejscowości tej było 5 630 budynków mieszkalnych, co daje średnią gęstość zabudowy 302,7 na milę kwadratową (116,9 bud./km²). Według danych ze spisu w 2010 r., etnicznie populacja miasta stanowiła w 67,1% ludności białej, 25,7% Afroamerykanie, 0,3% rdzennych Amerykanów, 1,4% Azjatów, 2,9% innych ras i 2,6% deklarujących przynależność do dwóch lub więcej ras.